# Cabernet Sauvignon di Torgiano
Il Cabernet Sauvignon di Torgiano è un vino DOC la cui produzione è consentita nella provincia di Perugia.

## Caratteristiche organolettiche
- colore: rosso granato.
- odore: intenso, persistente, tipico del vitigno.
- sapore: asciutto con retrogusto caratteristico.

## Produzione
Provincia, stagione, volume in ettolitri
- Perugia  (1993/94)  705,43
- Perugia  (1994/95)  492,05
- Perugia  (1995/96)  540,41
- Perugia  (1996/97)  587,16